# Дело Rengaz Holdings Limited
Дело Rengaz Holdings Limited — дело о похищении налогов, уплаченных в российский бюджет компаниями, ранее принадлежавшими инвестиционному фонду Ренессанс Капитал.
В декабре 2006 года из бюджета РФ были похищены 2,9 млрд руб. (108 млн долларов) налогов, якобы излишне уплаченных ООО «Селен-Секьюритиз» и ООО «Финансовые инвестиции», ранее принадлежавшими ООО «Ренгаз». Механизм возврата налогов был точно таким же, как и годом позже в «деле Hermitage», деньги были переведены на счета «Универсального Банка Сбережений». Единственное отличие состоит в том, что фонд Hermitage ещё до хищения налогов сообщил правоохранительным органам о краже его бывших «дочек», которым впоследствии и возместили 5,4 млрд рублей, а «Ренессанс Капитал» подобных заявлений не делал.
В январе 2006 года компании были проданы с чётким указанием их ликвидации за номинальную сумму в собственность третьим сторонам. По словам представителей «Ренессанс Капитала», фонд не взаимодействовал с этими компаниями после их продажи.
Андрей Павлов так же участвовал в арбитражных процессах, необходимых для хищения и нанимал для этого адвокатов.
Директором ООО «Финансовые инвестиции» оказался некий Газим Ахметшин, который сейчас числится директором в компании «Делайт», которая, по данным ЕГРЮЛ, принадлежит супруге Дмитрия Клюева — Екатерине Соколовой.
Геннадий Плаксин, какое-то время числившийся председателем правления Универсального Банка Сбережений, был директором ООО «Оптим-Сервис», которое подало иск к ООО «Селен-Секьюритиз», спустя год он стал директором ООО «Инстар», которое подало иск на украденное у Hermitage Capital ООО «Рилэнд».
Алексей Шешеня был директором двух компаний-истцов (ООО «Гранд-Актив» и ООО «Полёт»), которые судились с ООО «Парфенион» (Hermitage Capital) и ООО «Финансовые инвестиции» (Rengaz) по обоим эпизодам возмещения. Тот же Шешеня был учредителем ООО «ЮгСтройСпецмонтаж» из Новочеркасска, заявителем которой, по данным ЕГРЮЛ, был Дмитрий Клюев.
В дальнейшем Дмитрий отрицал связь с этими людьми:

Семейство Ахметшиных я не знаю и никогда не имел с ними общих бизнес-проектов. Про Плаксина и Шешеню слышал из материалов уголовных дел и СМИ, но ни разу их не видел и не сотрудничал с ними— Новая Газета
Дело упоминается в получившем значительную известность видеоролике «Каста Неприкасаемых. Фильм 4. Досье Сергея Магнитского».